# Senador Rui Palmeira
Senador Rui Palmeira este un oraș în statul Alagoas (AL) din Brazilia.